# Mycomya kiamichii
Mycomya kiamichii är en tvåvingeart som beskrevs av Shaw 1940. Mycomya kiamichii ingår i släktet Mycomya och familjen svampmyggor.
Artens utbredningsområde är Iowa. Inga underarter finns listade i Catalogue of Life.